# Habenaria santensis
Habenaria santensis är en orkidéart som beskrevs av João Barbosa Rodrigues. Habenaria santensis ingår i släktet Habenaria och familjen orkidéer. Inga underarter finns listade i Catalogue of Life.

## Bildgalleri

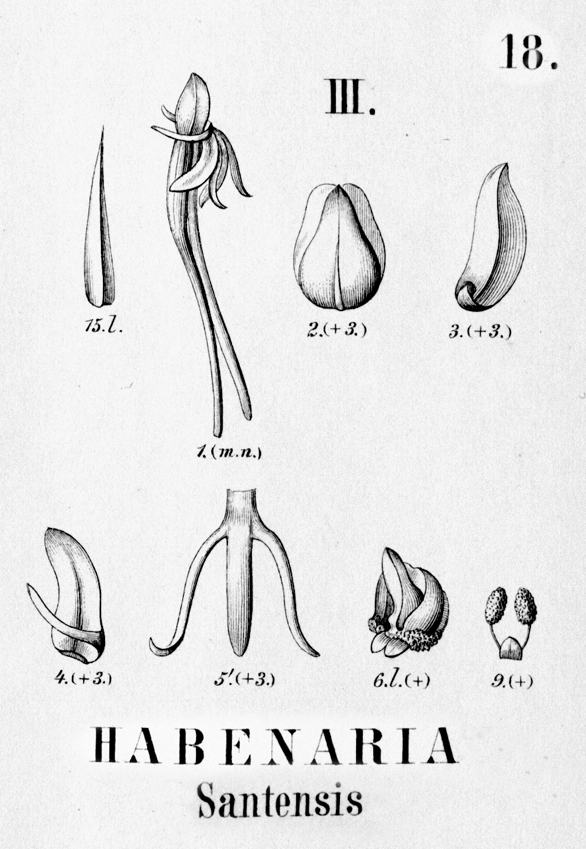